# 剔紅

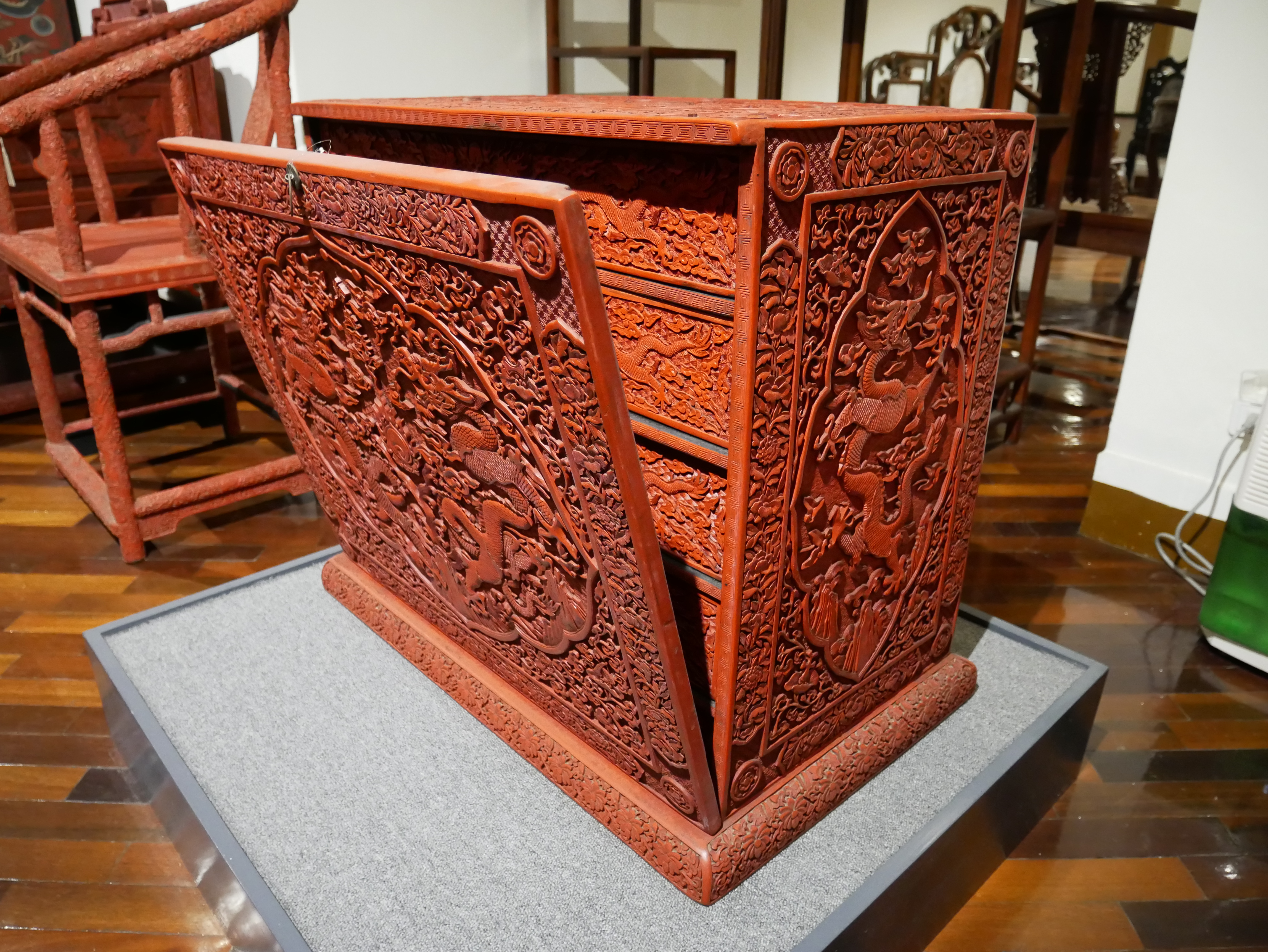
清式雕漆雲龍五屜盒式櫃

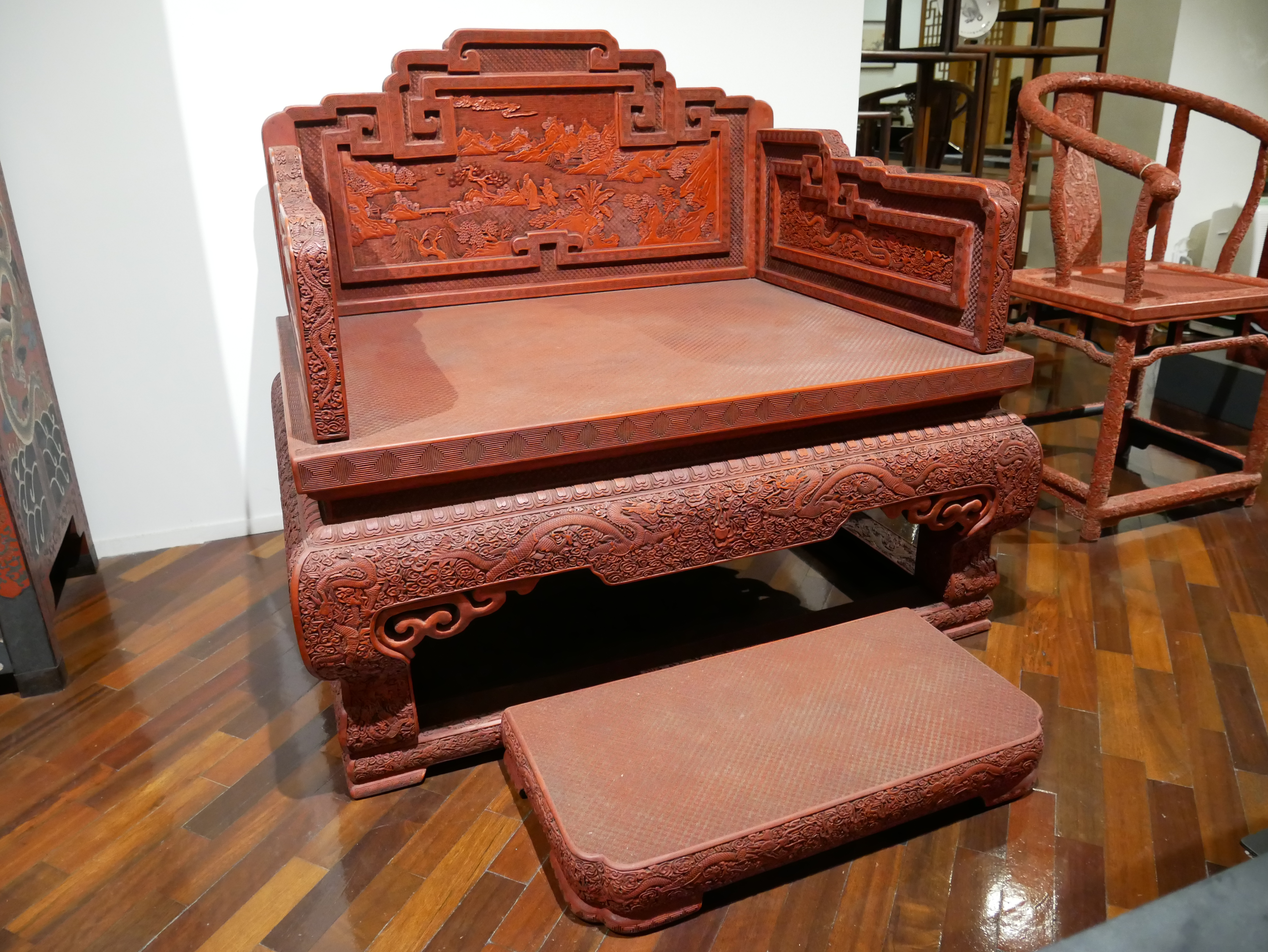
雕漆帶托泥寶座

剔紅為東亞漆器製作工藝，是雕漆中最盛行的一類，又名“雕紅漆”或“紅雕漆”。其技法於唐代就具相當規模，成熟於宋元時期，發展於明清兩代，南北很多流派都發展出獨具特色的剔紅技巧。明代漆藝大匠黃成在《髹飾錄·坤集·雕鏤第十·剔紅》中記載：「剔紅，即雕紅漆也。……宋元之制，藏鋒清楚，隱起圓滑，纖細精緻。」清末國力衰頹，很多漆藝流派無力負擔剔紅所需的成本，不斷萎縮。

## 工藝特點
剔紅做法是先將金銀錫木等材質作胎，在胎骨上層層髹塗紅漆，少則八九十層，多則一二百層，待積累至相當厚度，在底漆半乾時，描繪畫稿，再「剔」掉部分紅漆，形成圖案。剔紅漆器無須通體朱紅，凡是圖案雕刻部份保持紅色的，即可歸入剔紅器。唐代將黃色底漆的剔紅稱為「陷地黃錦」，北京故宮收藏有元代的黃底剔紅圓盤。
此工法來源甚早，惟至今因年代久遠，完整技藝已接近失傳。以台灣為例，1960年代－1970年代尚有知名藝術家賴高山發表，除此少見。
日本有相似概念堆朱，但是實際上包含2種不同工藝：一種與剔紅相同，依靠雕刻成型；另一種是將半流動的油漆膏注入模具，利用外範輔助成型。中國將後者另稱作堆漆。